# 梁檀
梁檀（1585年—？1650年代），字乐甫，号不廛，另号天外野人、石崖居士、芦鹜斋主人、蒹葭主人，回族。山西太原人，明末清初画家，书法家， 诗人，精通音律，伊斯兰教学者，有《即事诗画手卷子》传世。

## 生平
生于明朝万历十三年（约1585年）。明末诸生，旧居太原南关，小斋傍水，号芦鹜斋。傅山先生称他聪慧，人未曾有。善画、山水、人物、花鸟、虫鱼， 无所不工，傅青主极推崇， 称其画作书法，“不屑细曲，大写取意， 孤洁秀峻，自标一宗”。
梁檀，擅长绘画， 临摹古人山水人物花鸟鱼虫，无所不精。明朝灭亡后，以书画隐世， 精奉其教。清初思想家书画家傅山曾多次前往求教绘画之事，与傅山等明末遗民交往深厚。在交流绘画艺术之外，还多次与傅山交流哲学宗教思想。
崇祯十七年二月 (1644年)， 李自成攻破太原， 明朝风雨飘摇，梁檀先生暂居太原西山避难一年，作《即事诗画手卷》 , 其中一幅《东山胜概图》,  有题画诗十首。
清朝顺治十一年（约1654年前后）去世。

## 作品
梁檀的绘画作品，按照傅山为梁檀所写的传记和其他研究，主要归纳为三类：大写意的山水，人物， 花鸟， 虫鱼等传统题材画；《天堂图》及比喻其教脉分布的《果树图》； 反映当时社会现实的《即事诗画手卷子》。
梁檀诗画传世极少，即使在当时，也不为人所知，《傅青主年谱·附录》《仙儒外纪》说 ,他的诗画“不令人见” 。

### 诗书画《吟案研石图》
1979年于清代医学家张亦堪墓中出土梁檀诗画《吟案研石图》，画面生动，富含韵致；书法稳静，自由洒脱；诗句清新，直抒胸臆。王泽庆先生曾于1988年撰文介绍， 认为借《吟案》一诗反映梁檀先生的隐居生活，《研石》一诗， 借物咏怀，抒发诗人致远意的理想。
《吟案》云：
石自何年设， 期我北山头。坐处供几案， 当前逐水流。吟成黄石郢， 时伴赤松游。不是栖真隐， 安能许远俦。
《研石》云：
怪哉一片石， 色若青嶙崐。研磨经岁久，上有笔穿痕。谁遗近吟案，烟雨墨地浑。携之五岳游，归致它山尊。洗之移近岸，莫使蛟龙吞。终当致远意，————— 。（最后五言残缺）

### 《东山胜概图》自画题诗
从《东山胜概图》所附自画题诗， 约略可一窥当年甲申离乱的社会现实和梁檀先生的诗作风貌。
《山中》云： 才到山中一事无， 山中日日看山图； 相逢野老忘名姓，始觉身居太古徒。
《乱后山庄值雪》云： 暝色临深夜， 明看雪满山； 兵戈初战后，烟火几家残。细水经沙蹇， 留湾怪石寒。樵人迷去路， 空戴冻云还。
《东山四咏》
《谷口留云》云 : 山阙云补合, 树少鸟衔栽; 深居忘岁月, 但看桃花开。谷口山横处, 山深欲问津; 桃花浮水出, 应有避秦人。
《山中值雪》云 : 山中无客到, 一径入幽育; 雪落山上寒, 云深不知晓。水冻石还瘠, 云迷山亦寒; 柴门深昼掩, 正好雪中看。
《山寺清松》云 : 寺借山幽僻, 山还寺点妆。水流山涧下, 松落水生香。松风落日静, 山寺晚开凉; 门傍清溪水, 应有山僧来。
《深岩隐居》云: 高鸟投林去, 淮南好隐栖。岂是倚山静, 中原多鼓鼙。几家闻战伐, 数处断村烟。何似深岩叟, 遁迹不知年。

## 评价
明末清初著名學者， 清初六大师之一的傅山先生对梁檀先生的书画和品格有很高的评价。在傅山的著作《霜红龛集》，傅山为梁檀等所作的传记《太原三先生传》中评论他的画作“不屑细曲，大写取意”，书法“孤洁秀峻，自标一宗”。傅山尊称梁檀为伯鸾，“梁伯鸾在其中哉”，对其洁身自好、不慕荣利、安贫乐道的高尚情操称道之至。 又赋千古名篇《燕巢琴赋》， 通过高士， 仁人，德辉，焦桐， 伊人， 高山，流水，伯牙， 子期，高渐， 鸿仪的比喻，纪念梁檀先生品德高洁，傲视权贵，富贵不淫，贫贱不移的高风亮节；又通过三个排比，粱生之贫， 梁生之清， 梁生悠远之韵，自勉并赞扬梁檀先生乱世自珍，安贫守节，清正悠远的士大夫精神。

### 书法: 率性操觚, 清真劲瘦
傅山先生对于梁檀先生的书法给予高度的评价，称其超越元四家之一的倪元镇，“梁乐甫先生字, 全不用古法, 率性操觚, 清真劲瘦, 字如其诗, 文如其 人, 品格在倪瓒之上三四倍, 非人所知, 别一天地也”。

### 绘画: 以我接彼，性情相浃
傅山先生曾经为梁檀的一幅山水画作题诗 （题梁乐甫画），
冻泉依细石，晴雪落长松。
仿佛素心老，微茫冷眼中。
伯鸾风雨臼，芦鹜水晶宫。
若个琹书解，丹青乱长雄。
不但描述了梁檀高超的绘画艺术， 读者有如亲见”冻泉依细石，晴雪落长松”，而且诠释了两位画家"以我接彼，性情相浃", “物我交融”的绘画哲学思想。不仅评价梁檀画如其人，纯朴高洁，伯鸾再世，乱世不染的品行；更赞美梁檀先生学识渊博，多才多艺，绘画更是独树一帜。

### 即事诗画卷: 诗画聊人情
另外一首五言六句诗中，
伎俩乱宜妙， 谁知其聪明。
敬天不敢用，诗画聊人情。
西方之人兮，芦鹜梁先生。
称赞梁檀先生超凡出世，不与强权为伍，甘守清贫，用诗画描写当时的现实社会， 战乱离合，教育世人， 可能也是对于梁檀先生传世之作《即事诗画手卷子》的评价。